# Tropidonophis parkeri
Tropidonophis parkeri är en ormart som beskrevs av Malnate och Underwood 1988. Tropidonophis parkeri ingår i släktet Tropidonophis och familjen snokar. Inga underarter finns listade i Catalogue of Life.
Denna orm förekommer i centrala Papua Nya Guinea. Arten lever i bergstrakter mellan 1070 och 2200 meter över havet. Den vistas i olika landskap nära vattendrag. Arten äter groddjur av släktena Rana, Xenobatrachus och Cophixalus. Honor lägger ägg.
För beståndet är inga hot kända. IUCN kategoriserar arten globalt som livskraftig.